# ETERNAL BLAZE
「ETERNAL BLAZE」（エターナル・ブレイズ）は、水樹奈々の12枚目のシングル。2005年10月19日にキングレコードから発売された。

## 解説
表題曲「ETERNAL BLAZE」は、水樹自身も出演したテレビアニメ『魔法少女リリカルなのはA's』のオープニングテーマとして使用された。
本作のヒット（後述）がきっかけで、フジテレビ『HEY!HEY!HEY! MUSIC CHAMP』への出演を果たした。
後に、水樹自身がナレーションを務めることになった『MUSIC JAPAN』（2009年4月12日放送）において、「ETERNAL BLAZE」の歌唱がテレビで初めて披露された。また、「ETERNAL BLAZE」と「RUSH&DASH!」はPVが制作されており、どちらもDVD『NANA CLIPS 3』に収録されている。
自身のライブで歌うことの多い楽曲の1つでもあり、2015年夏のツアー「LIVE ADVENTURE」では通算歌唱回数100回を達成している。
2019年、平成アニソン大賞にて声優ソング賞（2000年 - 2009年）に選出された。

## チャート成績
オリコンデイリーチャート（2005年10月18日付）にて初登場2位を獲得し、「innocent starter」で記録した自己最高順位（デイリー8位）を更新した。オリコン・週間シングルチャート（2005年10月25日付）では、声優個人の作品としては当時は歴代最高位となる2位を樹立した。なお、それ以前の同チャートにおける声優個人名義楽曲の最高順位は林原めぐみ（「Northern lights」）の3位であった。売上においても、『WILD EYES』での自己最高初動、『innocent starter』での自己最高累計を大幅に更新。週間シングルチャートのランクインも15週に渡った。また、本作を収録したオリジナルアルバム『HYBRID UNIVERSE』（2006年5月3日発売）は、オリコンのアルバム週間チャートで3位を記録。シングルでの最高位樹立に続き、アルバムでも最高位（タイ）の保持者となった。さらに「ETERNAL BLAZE」と「RUSH&DASH!」のミュージッククリップを収録したDVD『NANA CLIPS 3』（2006年1月18日発売）は、オリコン週間DVDチャート（2006年1月30日付・音楽部門）で初登場1位を獲得。シングル・アルバム・DVDを通じて自身初、また声優個人名義での作品としては初めてオリコンチャートの首位を獲得した。
アニメソングなどを扱う『A&Gメディアステーション こむちゃっとカウントダウン』（文化放送）において、「ETERNAL BLAZE」は2005年10月29日付に5位で初登場し、翌週のチャートで首位を奪取。そこから6週連続で首位を獲得、年間ランキングでも6位にランクインした。なお、同年11月12日付から3週連続で田村ゆかりの「Spiritual Garden」とともに『魔法少女リリカルなのはA's』の楽曲で1位・2位の独占も達成した。
日本レコード協会の2019年1月度有料音楽配信認定で表題曲「ETERNAL BLAZE」がプラチナ認定された。個人名義でリリースされた曲がプラチナ認定されるのは今回が初である。

## 収録曲
1. ETERNAL BLAZE [5:06]
作詞：水樹奈々、作曲・編曲：上松範康（Elements Garden）
テレビアニメ『魔法少女リリカルなのはA's』オープニングテーマ
伴奏は、平原綾香の『Jupiter』の演奏や、NHK大河ドラマ『篤姫』のサウンドトラックなどで知られる弦一徹ストリングス、コーラスは広谷順子が担当している。
2. RUSH&DASH! [3:24]
作詞：Bee'、作曲・編曲：藤間仁（Elements Garden）
3. Inside of mind [4:42]
作詞：園田凌士・I.N、作曲・編曲：雅智弥

## 収録作品
本作以外に、表題曲『ETERNAL BLAZE』が収録された作品を記載。

### 収録アルバム
| 曲名          | 収録アルバム                                              |
| ------------- | --------------------------------------------------------- |
| ETERNAL BLAZE | オリジナルアルバム『HYBRID UNIVERSE』（2006年5月3日発売） |
| ETERNAL BLAZE | ベスト・アルバム『THE MUSEUM』（2007年2月7日発売）        |

DVD&Blu-ray
| 曲名           | 収録作品                                        | 発売日         | 備考                          |
| -------------- | ----------------------------------------------- | -------------- | ----------------------------- |
| ETERNAL BLAZE  | NANA MIZUKI LIVEDOM-BIRTH- at BUDOKAN           | 2006年6月21日  |                               |
| ETERNAL BLAZE  | NANA MIZUKI LIVE MUSEUM×UNIVERSE                | 2007年6月6日   |                               |
| ETERNAL BLAZE  | NANA MIZUKI LIVE FORMULA at SAITAMA SUPER ARENA | 2008年5月9日   |                               |
| ETERNAL BLAZE  | NANA MIZUKI LIVE FIGHTER                        | 2008年12月25日 |                               |
| ETERNAL BLAZE  | NANA MIZUKI LIVE GRACE -ORCHESTRA-              | 2011年10月5日  |                               |
| ETERNAL BLAZE  | NANA MIZUKI LIVE CASTLE×JOURNEY                 | 2012年5月2日   |                               |
| ETERNAL BLAZE  | NANA MIZUKI LIVE GRACE -OPUS Ⅱ-×UNION           | 2013年5月1日   |                               |
| ETERNAL BLAZE  | NANA MIZUKI LIVE CIRCUS×CIRCUS+×WINTER FESTA    | 2014年5月28日  |                               |
| ETERNAL BLAZE  | NANA MIZUKI LIVE FLIGHT×FLIGHT+                 | 2015年1月14日  |                               |
| ETERNAL BLAZE  | NANA MIZUKI LIVE ADVENTURE                      | 2016年1月21日  |                               |
| ETERNAL BLAZE  | NANA CLIPS 3                                    | 2006年1月18日  |                               |
| ETERNAL BLAZE  | ROCKBOUND NEIGHBORS                             | 2012年12月12日 | 平安神宮奉納公演 〜蒼月之宴〜 |
| RUSH&DASH!     | NANA MIZUKI LIVEDOM-BIRTH- at BUDOKAN           | 2006年6月21日  |                               |
| RUSH&DASH!     | NANA MIZUKI LIVE MUSEUM×UNIVERSE                | 2007年6月6日   |                               |
| RUSH&DASH!     | NANA MIZUKI LIVE FORMULA at SAITAMA SUPER ARENA | 2008年5月9日   |                               |
| Inside of mind | NANA MIZUKI LIVEDOM-BIRTH- at BUDOKAN           | 2006年6月21日  |                               |
| Inside of mind | NANA MIZUKI LIVE MUSEUM×UNIVERSE                | 2007年6月6日   |                               |
| Inside of mind | NANA MIZUKI LIVE FORMULA at SAITAMA SUPER ARENA | 2008年5月9日   |                               |
| Inside of mind | NANA MIZUKI LIVE CASTLE×JOURNEY -QUEEN-         | 2012年5月2日   |                               |

書籍
- 『水樹奈々 アーティスト・スコアブック Sign Forever』

作詞：水樹奈々 作曲：上松範康 ピアノスコアアレンジ：高野令子
（p.162-169, ヤマハミュージックメディア, 2008年3月25日発売 / 2008年4月20日初版発行 ISBN 978-4-636-82576-3 / ISBN 4-636-82576-4）

## カバーしたアーティスト
- 遠藤正明 - アニメソングカバーアルバム第2弾『ENSON2』においてファンからのリクエストがあり、この曲のカバーが収録された。その縁で、Animelo Summer Live 2011 -rainbow-では水樹と遠藤が本曲をセッションした。
- 岩男潤子 - アルバム『ANIME ON BOSSA』に収録。
- 石田燿子 - アルバム『Hyper Yocomix 2』に収録。
- 石川綾子 - 『ANIME CLASSIC』（2015年12月9日発売）にヴァイオリンを中心としたインストゥルメンタル・アレンジで収録。
- Roselia［湊友希那（相羽あいな）］ - ゲーム『バンドリ! ガールズバンドパーティ!』収録曲。2018年6月27日発売のアルバム『バンドリ！ ガールズバンドパーティ！ カバーコレクション Vol.1』に収録。
- YURiKA - アルバム『ただいま。 〜YURiKA Anison COVER〜』に収録。
- 佐伯伊織 - 配信シングル『ETERNAL BLAZE from CrosSing』（2024年5月15日発売）に収録。カバーソングプロジェクト『CrosSing』の楽曲。